# Arthur Veinott
Arthur F. "Pete" Veinott Junior (né le 12 octobre 1934 à Boston ; mort le 12 décembre 2012  à Stanford, Californie est un mathématicien américain spécialisé en optimisation mathématique et en recherche opérationnelle .

## Formation et carrière
Veinott a obtenu un baccalauréat en génie industriel de l'Université Lehigh en 1956 et a obtenu son doctorat en 1960 de l'Université Columbia sous la direction de Cyrus Derman avec une thèse intitulée « Optimal Ordering, Issuing, and Disposal of Inventory with Known Demand ». Il est ensuite devenu analyste en logistique à l’US Air Force, puis professeur à l’Université Stanford en 1962. De 1975 à 1985, il préside la faculté de recherche opérationnelle et devient émérite en 2009.
Il s'est intéressé particulièrement par la programmation en réseau, la programmation dynamique, les processus de décision de Markov, la théorie de l'inventaire.

## Prix et distinctions
En 2007, il a reçu le prix de théorie John-von-Neumann « pour ses contributions profondes à trois domaines majeurs de la recherche opérationnelle et les sciences de la gestion : la théorie des inventaires, la programmation dynamique et la programmation des treillis ».
Il était le fondateur de la revue Mathematics of Operations Research (en). En 1978/79, il est titulaire d'une bourse Guggenheim. Il était membre de l'Institut de statistique mathématique, de l'Institute for Operations Research and the Management Sciences (INFORMS) et de l'Académie nationale d'ingénierie des États-Unis.

## Publications
- Éditeur avec George Dantzig : Mathematics of the Decision Sciences, 2 volumes, American Mathematical Society 1968
- Editeur: Mathematical studies in management science, Macmillan 1965
- M. N. Katehakis et A. F. Veinott, « The Multi-Armed Bandit Problem: Decomposition and Computation », Mathematics of Operations Research, vol. 12, no 2,‎ 1987, p. 262–268 (DOI 10.1287/moor.12.2.262)